# Villarmentero de Campos
Villarmentero de Campos è un comune spagnolo di 15 abitanti situato nella comunità autonoma di Castiglia e León.